# Brasilucanus alvarengai
Brasilucanus alvarengai es una especie de coleóptero de la familia Lucanidae.

## Distribución geográfica
Habita en la Guayana Francesa y Brasil.